# Valdir Azevedo

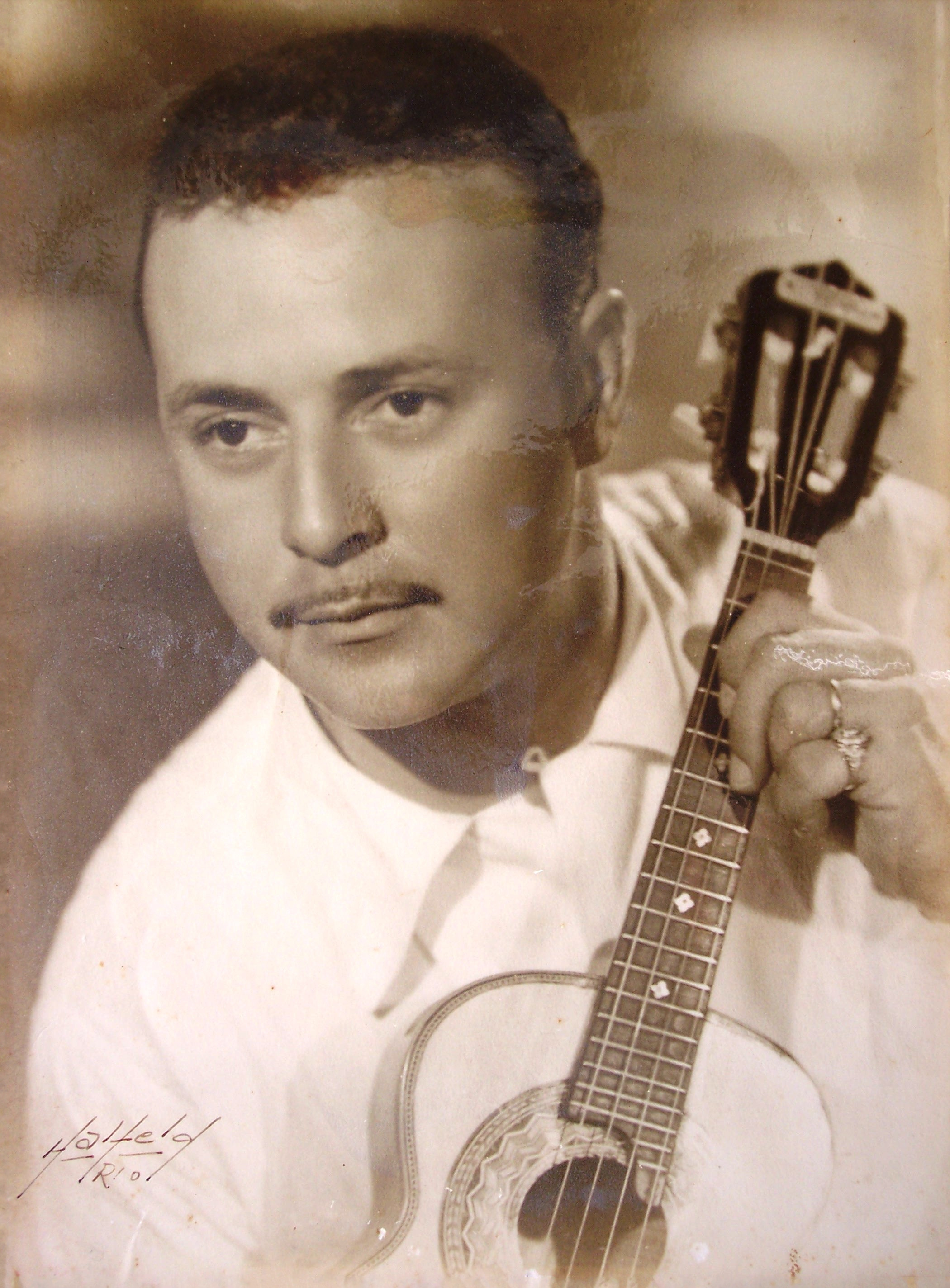
Valdir Azevedo

Valdir Azevedo (Rio de Janeiro, 27 januari 1923 - Brasilia, 21 september 1980) was een Braziliaanse componist en cavaquinho-speler. Hij schreef in zijn leven 130 composities. Hij wordt door velen beschouwd als de eerste Braziliaanse cavaquinho-shredder ooit.

## Composities
- A tuba do vovô
- A voz do cavaquinho
- Alvoroço
- Amigos do samba
- Arrasta-pé
- Baião do neném (com Paulo Jorge)
- Balada oriental
- Bo bo bom
- Brasileirinho
- Brincando com o cavaquinho
- Cachopa no frevo
- Camundongo (com Risadinha do Pandeiro)
- Carioquinha
- Cavaquinho seresteiro
- Cinco malucos
- Chiquita
- Chorando escondido
- Chorando calado
- Choro doido
- Choro novo em dó
- Colibri
- Contando tempo
- Contraste (com Hamilton Costa)
- Conversa fiada (com Jorge Santos)
- Dançando em Brasília
- Delicado
- Dobrado, embrulhado e amarrado
- Dois bicudos não se beijam
- Flor do cerrado
- Frevo da lira (com Luiz Lira)
- Guarânia sertaneja
- Já é demais (com Jorge Santos)
- Jogadinho
- Lamento de um cavaquinho
- Lembrando Chopin (com Hamilton Costa)
- Longe de você
- Luz e sombra
- Madrigal
- Mágoas de um cavaquinho (com Fernando Ribeiro)
- Marcha da espera
- Melodia do céu
- Mengo (com Edinho)
- Meu prelúdio
- Minhas mãos, meu Cavaquinho
- Minimelodia
- Moderado
- Mr. Downey
- Nosso amor
- Para dançar
- Paulistinha
- Pedacinho do Céu
- Piccina mia
- Pirilampo
- Pois não
- Queira-me bem
- Quitandinha (com Salvador Miceli)
- Riso de criança
- Sem pretensões
- Sentimento chinês
- Só nostalgia
- Só para dois
- Sonho de criança
- Tema nº 1
- Tempo de criança
- Tic-tac
- Tio Sam
- Turinha
- Uma saudade
- Vê se gostas
- Veraneando
- Você
- Você, carinho e amor
- Vôo do marimbondo
- Waldirizando

## Discografie
- Carioquinha/Brasileirinho (1949) Continental 78
- Cinco malucos/O que é que há (1950) Continental 78
- Quitandinha/Vai por mim (1950) Continental 78
- Delicado/Vê se gostas (1950) Continental 78
- Pisa mansinho/Pedacinho do céu (1951) Continental 78
- Jalousie/Camundongo (1951) Continental 78
- Paulistinha/Cachopa no frevo (1951) Continental 78
- Mágoas de um cavaquinho/Chiquita (1952) Continental 78
- Vai levando/Mengo (1952) Continental 78
- Colibri/Luz e sombra (1952) Continental 78
- Brincando com o cavaquinho/Dezoito quilates (1953) Continental 78
- Vôo do marimbondo/Ava Maria com prelúdio (1953) Continental 78
- Pergunte pra mamãe/Piccina mia (1953) Continental 78
- Tic-tac/Queira-me bem (1953) Continental 78
- Já é demais/Amigo do rei (1954) Continental 78
- Dobrado, embrulhado e amarrado (c/sua banda)/Você (c/seu conjunto) (1954) Continental 78
- Pretenda/Quando eu danço com você (1954) Continental 78
- Tio Sam/Madrigal (1954) Todamérica 78
- Na baixa do sapateiro/Amigos do samba (1955) Continental 78
- Meu sonho/Conversa fiada (1955) Continental 78
- Pirilampo/Baião do neném (1955) Continental 78
- Para dançar/Nosso amor (1956) Continental 78
- Serra da boa esperança-Rancho fundo-Favela/Veraneando (1957) Continental 78
- Evocação/Vai com jeito (1957) Continental 78
- Cavaquinho maravilhoso (1957) Continental LP
- Luar de Paquetá/Sentimento chinês (1958) Continental 78
- Sonho de criança/Tempo de criança (1958) Continental 78
- O apito no samba/Mr. Downey (1958) Todamérica 78
- Um cavaquinho me disse (1958) Continental LP
- Se você soubesse/Dançando em Brasília (1959) Continental 78
- Um cavaquinho na society (1959) Continental LP
- Contando tempo/Catete (1960) Continental 78
- Souvenir do carnaval (1960) Continental LP
- Jogadinho/Você, carinho e amor (1961) Continental 78
- Balada de Bat Masterson/Greenfields (1961) Continental 78
- Yellow bird/Bo bo bom (1961) Continental 78
- Moendo café/A tuba do vovô (1961) Continental 78
- Waldirizando (1961) Continental LP
- Dois abraços/Pepito (1962) Continental 78
- Rancho das flores/Saudade da serra (1962) Continental 78
- Tico-tico no fubá/A nega se vingou (1962) Continental 78
- Suave é a noite/Café a la italiana (1962) Continental 78
- Dois bicudos não se beijam. Poly e Waldir Azevedo (1962) Continental LP
- Esperanza/Na cadência do samba (1963) Continental 78
- Telstar/O passo do elefantinho (1963) Continental 78
- Pois não/Meu prelúdio (1963) Continental 78
- Longe de você (1963) Continental LP
- Delicado (1967) London/Odeon LP
- Melodia do céu (1975) Replay/Continental LP
- Minhas mãos, meu cavaquinho (1976) Musicolor/Continental LP
- Waldir Azevedo (1977) Continental LP
- Lamento de um cavaquinho (1978) Continental LP
- Waldir Azevedo ao vivo (1979) Continental LP
- Delicado (1995) EMI CD
- Dois bicudos não se beijam (1995) Continental CD
- Meus momentos (1996) EMI CD